# Коропець (канал)
Коропець — канал в Україні, у Мукачівському районі Закарпатської області. Ліва притока Латориці (басейн Дунаю).

## Опис
Довжина каналу приблизно 7,6 км.

## Розташування
Бере початок у Коноплівцях. Спочатку тече на південний, а потім на північний захід через Мукачево і впадає у річку Латорицю, ліву притоку Бодрогу.